# Kungens innersta krets
Kungens innersta krets är en dokumentärserie från 2023 som sänds på TV3 i Sverige. Första säsongen hade premiär den 29 augusti 2023, och består av tre avsnitt.

## Handling
I serien berättar bland andra drottning Silvia, hans äldre syster och barndomsvänner till kung Carl XVI Gustaf.

## Medverkande
- Prinsessan Christina
- Drottning Silvia
- Leif G.W. Persson
- Fredrik Reinfeldt
- Stefan Löfven
- Drottning Margrethe